# Osíčko (stacja kolejowa)

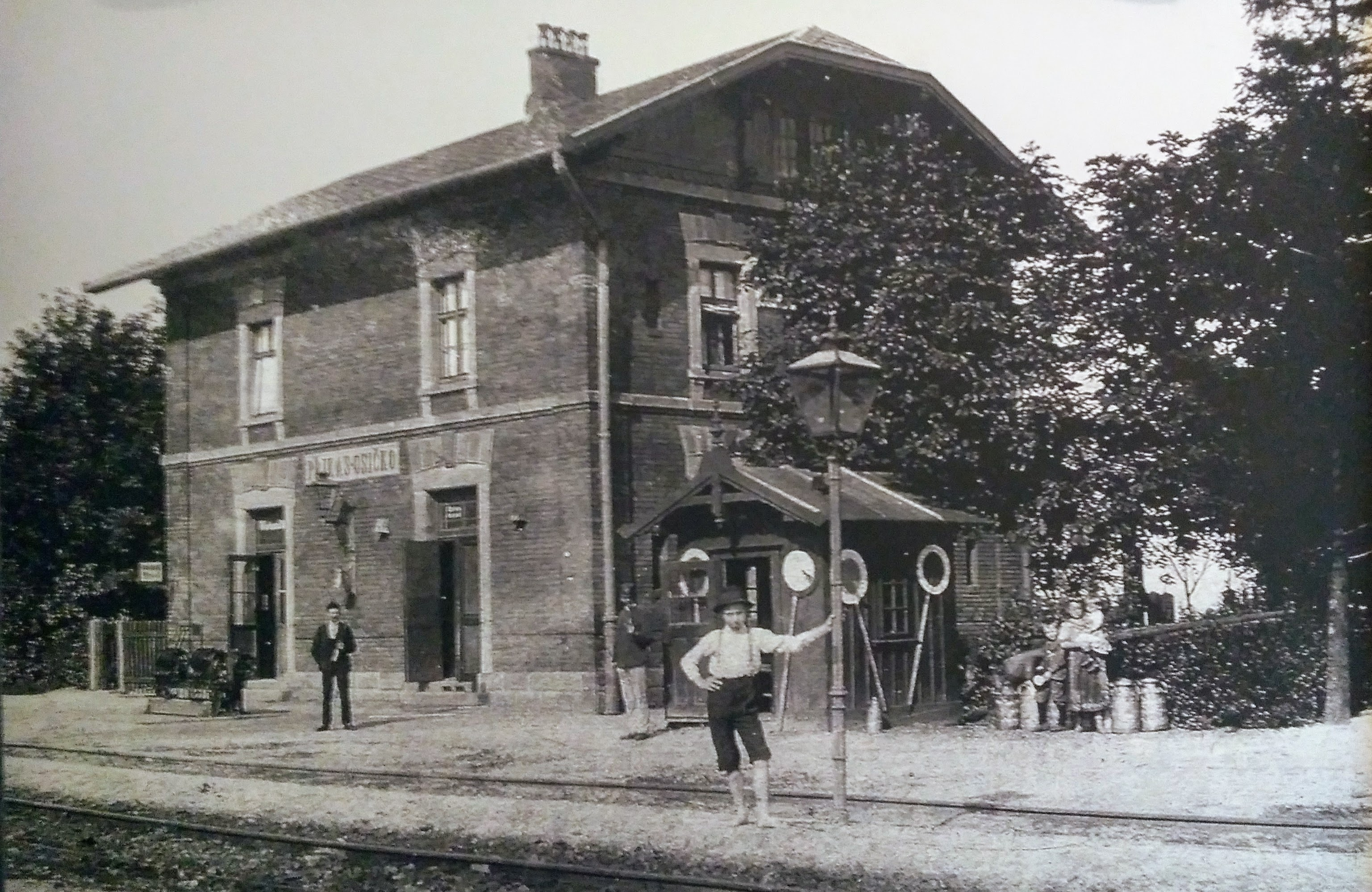
Historyczne zdjęcie stacji kolejowej Příkazy - Osíčko

Osíčko – stacja kolejowa w Osíčko, w kraju zlińskim, w Czechach. Znajduje się na wysokości 385 m n.p.m.
Na stacji istnieje możliwość zakupu biletów na wszystkiego rodzaju pociągi oraz rezerwacji miejsc. 

## Linie kolejowe
- 303 Kojetín – Valašské Meziříčí